# Mount Abuye Meda
Mount Abuye Meda är ett berg i Etiopien. Det ligger i regionen Amhara, i den centrala delen av landet, 200 km nordost om huvudstaden Addis Abeba. Toppen på Mount Abuye Meda är 4 000 meter över havet.
Terrängen runt Mount Abuye Meda är huvudsakligen bergig, men den allra närmaste omgivningen är kuperad. Mount Abuye Meda är den högsta punkten i trakten. Runt Mount Abuye Meda är det tätbefolkat, med 266 invånare per kvadratkilometer. Trakten runt Mount Abuye Meda består till största delen av jordbruksmark.